# John C. de Wilde
John Charles de Wilde (Boskoop, Países Bajos, 1910 – Redwood City, California, 27 de abril de 2000) fue un economista y escritor estadounidense. 
Estudió en Harvard y trabajó para la Foreign Policy Association y el Banco Internacional de Reconstrucción y Fomento. Fue autor de obras como Building the Third Reich (1939), Handbook of the War (1939), junto a David H. Popper y Eunice Clark, o Experiences with Agricultural Development in Tropical Africa (1967), entre otras.